# جما فونت
جما فونت (انگلیسی: Gemma Font؛ زادهٔ ۲۳ اکتبر ۱۹۹۹) بازیکن فوتبال اهل اسپانیا است.
از باشگاه‌هایی که در آن بازی کرده‌است می‌توان به بارسلونا اشاره کرد.